# HC Gtu Shevardeni-Telavi
Il HC Gtu Shevardeni-Telavi è una squadra di pallamano maschile georgiana con sede a Tbilisi.